# Scissor Sisters
Scissor Sisters — американський поп-гурт, який дотримується стилістики 1970-х (диско, глем-рок, поп).

## Історія
Початком існування гурту можна вважати знайомство Джейка Ширза з мульти інструменталістом Бейбідедді в артколеджі в рідному штаті Кентукі, а також їхню зустріч зі співачкою Аною Матронік на «хеловінській» вечірці у 2000 році.
На той час у хлопців був власний музичний проєкт, Ана прониклася стилем і вирішила приєднатися. Найближчим часом з'явився і четвертий учасник — гітарист Дель Маркіз. У цей час гурт і придумав собі назву Dead Lesbian and the Fibrillating Scissor Sisters (Мертва лесбійка та сестри-ножиці, що дригаються), що пізніше скоротилася до Scissor Sisters (назва однієї з позицій при одностатевому сексі у жінок). Назва була вибрана не випадково: троє хлопців — геї, а Анна називає себе «геєм, що перевтілився в жінку», а після запису спільної пісні з Ка́йлі Міноуг говорить, що вони пара і таємно побралися, мають у найближчих планах усиновити мадагаскарського лемура біжанця
.
Вже в 2004-му році вийшов дебютний альбом з однойменною назвою Scissor Sisters. У 2005 році гурт взяв участь у міжнародному благодійному фестивалі «Live 8», виступивши 2 липня у Гайд-парку Лондона.
В рамках туру Let's Have A Kiki Tour у 2012 році Scissor Sisters відвідали Київ. Виступ відбувся 16 лютого в столичному клубі Stereo Plaza, і музиканти та шанувальники залишилися задоволеними, відразу після концерту у твіттері Scissor Sisters з'явився запис: «Kiev, one of the best audiences we've ever had. Love love love to you. Xoxo».

## Склад гурту
- Джейк Ширз (Jake Shears), справжнє ім'я Джейсон Силардс (Jason Sellards) — вокал, автор пісень;
- Ана Матронік (Ana Matronic), справжнє ім'я Анна Лінч (Ana Lynch) — вокал;
- Дель Маркіз (Del Marquis), справжнє ім'я Дерек Грюн (Derek Gruen) — гітара, бас-гітара;
- Бейбідедді (Babydaddy), справжнє ім'я Скотт Хоффман (Scott Hoffman) — бас-гітара, гітара, клавіші, автор пісень.

## Дискографія

### Альбоми
- Scissor Sisters — 2 лютого 2004
- Ta-Dah — 15 вересня 2006
- Night Work — 28 червня 2010
- Magic Hour — 28 травня 2012

### Сингли
- Laura — (2003)
- Comfortably Numb — (2004)
- Take Your Mama — (2004)
- Laura (Re-Release) — (2004)
- Mary — (2004),
- Filthy/Gorgeous — (2005)
- I Don't Feel Like Dancin' — (2006)
- Land of a Thousand Words — (2006)
- She's My Man — (2007)
- Kiss You Off — (2007)

### DVD
- We Are Scissor Sisters… And So Are You — (2004)
- Live 8 — (2005)
- Hurrah, A Year of Ta-Dah — (2007)

### Тури
- Untitled European Tour (2003)
- Crevice Canyon Tour (2004)
- The Ta-Dah Tour (2007)
- The Night Work Tour (2010/2011)
- Let's Have A Kiki Tour (2012)